# Pulicaria odora
Pulicaria odora, conhecida como erva-montã, é uma espécie de planta com flor pertencente à família Asteraceae. 
A autoridade científica da espécie é (L.) Rchb., tendo sido publicada em Flora Germanica Excursoria 239. 1830.
Os seus nomes comuns são erva-montã ou montã.

## Portugal
Trata-se de uma espécie presente no território português, nomeadamente em Portugal Continental.
Em termos de naturalidade é nativa da região atrás indicada.

## Protecção
Não se encontra protegida por legislação portuguesa ou da Comunidade Europeia.